# Armored Core VI: Fires of Rubicon
Armored Core VI: Fires of Rubicon es un videojuego de combate vehicular basado en mechas desarrollado por FromSoftware y publicado por Bandai Namco Entertainment. Es la primera entrega de la serie Armored Core desde Armored Core: Verdict Day (2013). Se estrenó el 24 de agosto de 2023 y está disponible para PlayStation 4, PlayStation 5, Windows, Xbox One y Xbox Series X/S. 

## Jugabilidad
Armored Core VI: Fires of Rubicon es un videojuego de combate vehicular basado en mechas en el cual los jugadores pilotan mechs llamados Armored Cores, que pueden personalizarse utilizando piezas para mejorar y afinar su poder. Los jugadores tienen cuatro ranuras de armas, una en cada brazo y dos equipadas en la parte trasera del mech. La velocidad de movimiento del juego está «en algún punto intermedio» entre Armored Core 3 y Armored Core V. La arena, una característica de los juegos anteriores, está en forma de un «programa de evaluación de aptitud para el combate». Los jugadores son recompensados con créditos al completar misiones, con «restas y detracciones en la compensación que reciben y en su recompensa» dependiendo de los objetivos completados. El juego no incluye el sistema de deudas de los juegos anteriores, que hace que los jugadores pierdan dinero al fracasar, y los jugadores pueden intentar repetidamente las misiones.

## Historia
Armored Core VI se desarrolla en un lejano planeta llamado Rubicon 3. Allí, la humanidad descubrió una nueva fuente de energía llamada "Coral" que podría aumentar drásticamente sus capacidades tecnológicas. Sin embargo, en lugar de eso, esta sustancia causó un catastrófico evento que envolvió todo el sistema estelar en llamas. Después de su redescubrimiento medio siglo después, la humanidad intenta una vez más obtener el control sobre este misterioso recurso. El jugador controla a un mercenario independiente que pilotea uno de los famosos Armored Cores, asumiendo trabajos de mega-corporaciones extraterrestres y enfrentándose a grupos de resistencia.

## Desarrollo
En septiembre de 2016, el presidente de FromSoftware, Hidetaka Miyazaki, mencionó que se encontraba en desarrollo temprano una nueva entrega de la serie Armored Core. En enero de 2022, el desarrollo de una potencial nueva entrega de la serie se filtró debido a una prueba de enfoque. El juego fue anunciado formalmente en los premios The Game Awards 2022 en diciembre. El videojuego está siendo dirigido por Masaru Yamamura, en su debut en el rol después de haber sido diseñador principal del juego Sekiro: Shadows Die Twice. Yamamura tomó el relevo de Miyazaki, quien lideró el desarrollo inicialmente. Yasunori Ogura será el productor del juego. Miyazaki y Yamamura aclararon que no han hecho un esfuerzo intencional para llevar el juego hacia un estilo de jugabilidad soulslike.